# 430. mornariški divizion Slovenske vojske
430. mornariški divizion Slovenske vojske je pomorska formacija Slovenske vojske in predstavlja najmanjši vojaški rod. Divizion je nastanjen v vojašnici Slovenskih pomorščakov v Ankaranu.

## Zgodovina
Divizion je bil ustanovljen leta 1997 z reorganizacijo 430. združenega odreda obalne straže SV (ta je bil ustanovljen 30. januarja 1993, ko je prejel bojni prapor). 15. maja 1999 se je divizion preselil v vojašnico Slovenskih pomorščakov in dobil bojni prapor.

## Razvoj
- 430. združeni odred obalne straže SV
- 430. mornariški divizion SV

## Poveljstvo
Poveljniki
- kapitan fregate Roman Anžič (3. oktober 2011[1] - danes)
- podpolkovnik Leopold Čuček (16. december 2010[2] - 3. oktober 2011[1])
- kapitan fregate Andrej Androjna (? - 16. december 2010[2])
- kapitan korvete Ivan Žnidar (16. julij 2004 - )
- kapitan korvete Edi Jeran (? - 16. julij 2004)
- kapitan fregate Boris Geršak (1999 - 2001)

## Organizacija
Trenutna
- Poveljstvo
- Pomorski operativni center
- Odred za specialno podvodno delovanje
- Odred večnamenskih plovil:

- VNL-11 Triglav
- HPL-21 Ankaran

- Odred za podporo delovanju (logistika)